# オーストラリアグランプリ
オーストラリアグランプリ（オーストラリアGP, 英: Australian Grand Prix）はオーストラリアで行われている自動車レースで、1985年以降はF1世界選手権の1戦となっている。
1985年から1995年まではアデレードのアデレード市街地コースにて、1996年からはメルボルンのアルバート・パーク・サーキットにて行われている。

## 概要
オーストラリアは元々イギリスからの移住者が多い土地柄もあり、フォーミュラカーのローカルレースが様々なサーキットで開催されていた。1928年にはフィリップ・アイランドで最初のオーストラリアGPが開催された。1957年には国内選手権 (Australian Drivers' Championship) が創設され、1964年には国内トップフォーミュラ (Australian National Formula) が制定された。
南半球のモータースポーツシーズンは北半球ではオフシーズンにあたるため、当時の世界の一流ドライバーを招き、地元のドライバーが挑戦し競争した。1960年代にはタスマンシリーズの主要なイベントとなり、ジャック・ブラバムやブルース・マクラーレン、クリス・エイモンといった地元出身のF1ドライバーがウィナーとなった。1970年以降はF5000やフォーミュラ・パシフィック、フォーミュラ・モンディアルといった国際的な車両規格を取り入れて行われた。
オーストラリアGPがF1世界選手権の一部になったのは1985年である。季節が逆転する南半球で行われるこのレースは冬を避けるため、シーズン最終戦として開催された。アデレード市街地コースはモナコのモンテカルロ市街地コースほどではないにしろ、ドライバーやギヤボックスにとって厳しく、ドライバー・チーム双方からは不評を買っていた。その一方で、市街地レースとしては抜きどころが多く、観戦ポイントが整備されているなど、観客には最も人気のあった市街地サーキットのひとつであった。また、アデレード市街地コースになってから、盛大にチェッカーフラッグを振る名物オフィシャルがいた。
1996年以降はアルバートパーク・サーキットでシーズン開幕戦として開催されている。緑樹の美しい公園内の特設コースで行われ、新シーズンの始まりを盛り上げるイベントも充実している。ただし2006年はコモンウェルスゲームズ（英連邦大会）開催の関係で、また2010年もバーレーンGPに開幕戦を譲ることとなった。
近年、開催赤字幅が拡大しており、ビクトリア州の財政支援が議会で批判されている。赤字幅拡大の理由は、市街地（公園）サーキットであるために毎年ガードレールなどの設置をする必要があること、観戦者の消費が減少していること、開催権費用が高騰していることなどである。このためフィリップ・アイランド・サーキットへの移転計画が伝えられていた（ただしF1基準のサーキットではないため、開催には大幅な改修が必要となる）が、2014年8月に2020年までの延長契約が締結され、翌2015年9月には2023年まで、2019年7月には2025年まで、そして2022年6月には2035年までの長期契約が結ばれた。
また、ヨーロッパとの時差の関係上、ヨーロッパでのテレビ観戦が未明になってしまうことから、バーニー・エクレストンはナイト・レース開催を要求している。2018年からは現地時間16時10分スタートのトワイライトレースとして開催されているが、セーフティカー出動や雨天による中断などにより時間が長引くと日没が迫り、視界不良になってしまうという懸念もある。なお、2022年から現地時間15時スタートに変更されている。

## 過去のレース
1986年
ウィリアムズのナイジェル・マンセルとネルソン・ピケ、マクラーレンのアラン・プロストら3人が最終戦でタイトルを争った。ポイントリーダーだったマンセルはタイヤバーストによりリタイアし、ピケもタイヤ交換のためピットイン。この間にトップに立ったプロストが優勝し、逆転で2度目のチャンピオンを獲得した。
1987年
気温35度という猛暑の中行われたレースをフェラーリのゲルハルト・ベルガーがポールポジションからそのまま優勝している。2位には同じくフェラーリのミケーレ・アルボレートが入り、4年ぶりの1-2フィニッシュとなった。アルボレートの前で2位でゴールしたロータスのアイルトン・セナが、レース後の車検で車両規定違反でと裁定され失格になり、同3位に終わっている。
1989年
土砂降りの雨の中、危険であるとの多くのドライバーの主張を退け強行された。そのため、強行したフォーメーションラップでは、順番がバラバラになるなど大混乱のスタートとなった。プロストはこの決定を不服としてレースを棄権している。ドライバーの主張は間違っておらず、コース各所で接触・追突・スピンなどが多発した。その中で23位からスタートしたロータス101・ジャッドに乗る中嶋悟がファステストラップを連発しながら前走車を次々と追い抜いた。終盤で3位走行のリカルド・パトレーゼを猛烈に攻めるがエンジントラブルが発生して抜くには至らず。しかし中嶋は4位でゴールし、この年唯一のポイントを獲得するとともにこのレースのファステストラップを記録した。優勝したのはウィリアムズのティエリー・ブーツェン、完走は全26台中わずか8台だった。
1991年
1989年同様大雨に見舞われ、レースは14周で終了。走行距離52.9 km、25分で終了した過去最短のグランプリとなった。このレースをもって引退することを発表していた中嶋はスピン、リタイア。また、結果的にネルソン・ピケのF1最終レースともなった。
1992年
ホンダの第2期活動に幕を閉じるレースとなった。このレースでゲルハルト・ベルガーが優勝したが、これはホンダにとって通算71勝目で、第2期活動で最後の勝利となっている。
1993年
アラン・プロストの引退レースとなった。1988年から続いたセナ・プロスト対決のラスト・レース。ポールポジションからスタートしたセナが優勝し、プロストが2位に入った。表彰台では長年に渡り対峙し、敵対してきた両者が握手を交わした。また、翌1994年に事故死したセナにとってもこれが最後の優勝となった。
1994年
1ポイント差でチャンピオンを争う、ミハエル・シューマッハとデイモン・ヒルに注目が集まる。開始直後からこの2人が他を大きく突き放して接近戦を演じる緊迫の展開となるが、36周目に両者の接触・リタイアにより、シューマッハの初のチャンピオン獲得が決定した。レースはポールポジションからスタートしたナイジェル・マンセルが制したが、これはマンセルの通算31勝目であり、最後のF1優勝となった。
1995年
アデレードでの最後の開催となったこの年、決勝は上位陣が次々と脱落する展開で、優勝したデイモン・ヒルからエンジン不調を抱えながら2位に入ったオリビエ・パニスまで実に2周半もの大差がつく珍事となる。F1史上において優勝者が2位以下を2周以上周回遅れにしたのは、1969年スペインGPのジャッキー・スチュワートに続く2例目。
1996年
ビクトリア州政府の誘致により、メルボルンのアルバートパークサーキットに開催地が変更された。この決定は論争を巻き起こした。一連の抗議は、レースが公共の公園を個人的な遊び場に変えたと主張するアルバートパーク保護グループによって組織された。レース主催者と州政府は、州への経済的利益が費用よりも大きく、レース開催のための工事によって公園の公共的な快適さが増大したと主張した。一部からの批判があったが、参加者からは市街地レースよりも安全であるとして概ね好評である。
レースはこの年ウィリアムズからデビューのジャック・ヴィルヌーヴがデビュー戦でポールポジションを獲得（F1史上4人目）を達成、決勝も終盤までトップを維持したが、オイル漏れにより2位に後退した。
1997年
過去3シーズン勝利から遠ざかっていたマクラーレンがデビッド・クルサードにより、1993年の同GP以来50戦ぶりの優勝を飾ることとなった。また、メルセデスエンジンも1955年イタリアGP以来、42年ぶりの優勝を飾った。
1998年
この年からブリヂストンタイヤを装着した、マクラーレンのミカ・ハッキネンとデビッド・クルサードが圧倒的な速さを見せレースを席巻したが、レース途中にピットとの無線のやり取りの行き違いから予定外のピットストップを行い2位に後退したハッキネンを、クルサードがホームストレート上で「チームオーダー」により先行させるという場面があった。
1999年
予選から前年と同じようにマクラーレン勢が圧倒的な強さを見せレースを支配していたが、中盤にミカ・ハッキネン、デビッド・クルサードに相次いでマシントラブルが発生し両者リタイア。フェラーリのミハエル・シューマッハもスタートのトラブルなどで順位を落とす中、シューマッハのチームメイトであるエディ・アーバインが参戦82戦目にして初優勝を成し遂げた。
2001年
スタート直後に発生したラルフ・シューマッハとジャック・ヴィルヌーヴのクラッシュにより吹き飛んだタイヤがフェンスの隙間を通って、ボランティアで参加していたコースマーシャル（レース運営に携わる係員）を直撃し、マーシャルは死亡した。
2002年
地元オーストラリア出身のマーク・ウェバーがデビュー戦で大活躍。ウェバーは絶えず競争力の劣るミナルディに乗っていたが、他のチームの不運を味方につけ、5位でフィニッシュした。ウェバーとミナルディのオーナーであるオーストラリア出身のポール・ストッダートは、FIAの特別な計らいで、表彰式終了後に2人で表彰台へ登壇して喜びを爆発させ、モーターレース界を超えて国民的な有名人になった。
2009年
撤退したホンダからチームを受け継いだブラウンGPが1-2フィニッシュを達成。コンストラクターのデビュー戦勝利は1954年フランスGPのメルセデス、1977年アルゼンチンGPのウルフ以来。3位でチェッカーを受けたルイス・ハミルトンは偽証を行ったとして失格処分となった。
2019年
2018年未勝利で終わったバルテリ・ボッタスが優勝。2020年のCOVID-19問題と相まって、旧レイアウトのアルバート・パークでのレースは最後となった。
2020年
マクラーレンのチームスタッフがCOVID-19に感染したことをきっかけに、グランプリ自体がすべて中止となった。
2021年
COVID-19問題を受け11月に開催延期。この年よりアルバート・パークの新レイアウトとして開催される予定だったか、2年連続で中止となった。

## 過去の結果と開催サーキット

### F1世界選手権レース開催前（1928年 - 1984年）
ピンク地はF1世界選手権以外で開催された年。

クリーム地は国内選手権(ADC)、タスマンシリーズ(TS)、ロスマンズ・インターナショナル・シリーズ(RIS)で開催された年。
- ADC: 1957～1965年、1973～1976年、1978～1980年、1982～1983年
- TS: 1964～1969 年、1972年
- RIS: 1977年

戦間期のオーストラリアグランプリに関する追加情報。
- 1928年のイベントは正式には「100マイル・ロード・レース」として知られていた。[7]
- 1932年から1948年までは、勝者はハンディキャップに基づいて決定された。[8]
- 1937年のイベントは1936年12月26日に「サウス・オーストラリアン・センテナリー・グランプリ」として開催された。[9]

| 年          | 決勝日                   | ラウンド                 | サーキット                 | 勝者                                      | コンストラクター                      | 結果                     |
| ----------- | ------------------------ | ------------------------ | -------------------------- | ----------------------------------------- | ------------------------------------- | ------------------------ |
| 1928        | 03月31日                 | 非選手権                 | フィリップ・アイランド     | アーサー・ウェイト                        | オースチン                            | 詳細 (英)                |
| 1929        | 03月18日                 | 非選手権                 | フィリップ・アイランド     | アーサー・ターディッチ                    | ブガッティ                            | 詳細 (英)                |
| 1930        | 03月24日                 | 非選手権                 | フィリップ・アイランド     | ビル・トンプソン                          | ブガッティ                            | 詳細 (英)                |
| 1931        | 03月23日                 | 非選手権                 | フィリップ・アイランド     | カール・ユンカー                          | ブガッティ                            | 詳細 (英)                |
| 1932        | 03月14日                 | 非選手権                 | フィリップ・アイランド     | ビル・トンプソン                          | ブガッティ                            | 詳細 (英)                |
| 1933        | 03月20日                 | 非選手権                 | フィリップ・アイランド     | ビル・トンプソン                          | ライレー                              | 詳細 (英)                |
| 1934        | 03月19日                 | 非選手権                 | フィリップ・アイランド     | ボブ・リー・ライト                        | シンガー                              | 詳細 (英)                |
| 1935        | 04月01日                 | 非選手権                 | フィリップ・アイランド     | レス・マーフィー                          | MG                                    | 詳細 (英)                |
| 1936        | 開催されず               | 開催されず               | 開催されず                 | 開催されず                                | 開催されず                            | 開催されず               |
| 1937        | 12月26日                 | 非選手権                 | ヴィクターハーバー         | レス・マーフィー                          | MG                                    | 詳細 (英)                |
| 1938        | 04月18日                 | 非選手権                 | バサースト                 | ピーター・ホワイトヘッド                  | ERA                                   | 詳細 (英)                |
| 1939        | 01月02日                 | 非選手権                 | ローベタル                 | アラン・トムリンソン                      | MG                                    | 詳細 (英)                |
| 1940 - 1946 | 第二次世界大戦により中止 | 第二次世界大戦により中止 | 第二次世界大戦により中止   | 第二次世界大戦により中止                  | 第二次世界大戦により中止              | 第二次世界大戦により中止 |
| 1947        | 10月06日                 | 非選手権                 | バサースト                 | ビル・マーレー                            | MG                                    | 詳細 (英)                |
| 1948        | 10月26日                 | 非選手権                 | ポイント・クック           | フランク・プラット                        | BMW                                   | 詳細 (英)                |
| 1949        | 09月18日                 | 非選手権                 | レイバーン                 | ジョン・クラウチ                          | ドライエ                              | 詳細 (英)                |
| 1950        | 01月02日                 | 非選手権                 | ヌリオートゥパ             | ダグ・ホワイトフォード                    | フォード                              | 詳細 (英)                |
| 1951        | 03月05日                 | 非選手権                 | ナロジン                   | ワートウィック・プラトリー                | ジョージ・リード・スペシャル-フォード | 詳細 (英)                |
| 1952        | 04月14日                 | 非選手権                 | バサースト                 | ダグ・ホワイトフォード                    | タルボ・ラーゴ                        | 詳細 (英)                |
| 1953        | 11月21日                 | 非選手権                 | メルボルン                 | ダグ・ホワイトフォード                    | タルボ・ラーゴ                        | 詳細 (英)                |
| 1954        | 11月07日                 | 非選手権                 | サウスポート               | レックス・デイビッドソン                  | HWM-ジャガー                          | 詳細 (英)                |
| 1955        | 10月10日                 | 非選手権                 | ポート・ウェイクフィールド | ジャック・ブラバム                        | クーパー-ブリストル                   | 詳細 (英)                |
| 1956        | 12月02日                 | 非選手権                 | メルボルン                 | スターリング・モス                        | マセラティ                            | 詳細 (英)                |
| 1957        | 04月03日                 | 1                        | カヴェシャム               | レックス・デイビッドソン ビル・パターソン | フェラーリ                            | 詳細 (英)                |
| 1958        | 10月06日                 | 7                        | バサースト                 | レックス・デイビッドソン                  | フェラーリ                            | 詳細 (英)                |
| 1959        | 02月03日                 | 3                        | ロングフォード             | スタン・ジョーンズ                        | マセラティ                            | 詳細 (英)                |
| 1960        | 06月12日                 | 3                        | ローウッド                 | アレック・ミルドレン                      | クーパー-マセラティ                   | 詳細 (英)                |
| 1961        | 10月09日                 | 5                        | マララ                     | レックス・デイビッドソン                  | クーパー-クライマックス               | 詳細 (英)                |
| 1962        | 11月18日                 | 6                        | カヴェシャム               | ブルース・マクラーレン                    | クーパー-クライマックス               | 詳細 (英)                |
| 1963        | 02月10日                 | 1                        | ワーウィック・ファーム     | ジャック・ブラバム                        | ブラバム-クライマックス               | 詳細 (英)                |
| 1964        | 02月09日                 | 5 (TS) 1 (ADC)           | サンダウン                 | ジャック・ブラバム                        | ブラバム-クライマックス               | 詳細 (英)                |
| 1965        | 03月01日                 | 7 (TS) 2 (ADC)           | ロングフォード             | ブルース・マクラーレン                    | クーパー-クライマックス               | 詳細 (英)                |
| 1966        | 02月22日                 | 6                        | レイクサイド               | グラハム・ヒル                            | BRM                                   | 詳細 (英)                |
| 1967        | 02月19日                 | 4                        | ワーウィック・ファーム     | ジャッキー・スチュワート                  | BRM                                   | 詳細 (英)                |
| 1968        | 02月25日                 | 7                        | サンダウン                 | ジム・クラーク                            | ロータス-フォード                     | 詳細 (英)                |
| 1969        | 02月02日                 | 5                        | レイクサイド               | クリス・エイモン                          | フェラーリ                            | 詳細 (英)                |
| 1970        | 11月22日                 | 非選手権                 | ワーウィック・ファーム     | フランク・マティック                      | マクラーレン-レプコ/ホールデン        | 詳細 (英)                |
| 1971        | 11月21日                 | 非選手権                 | ワーウィック・ファーム     | フランク・マティック                      | マティック-レプコ/ホールデン          | 詳細 (英)                |
| 1972        | 02月20日                 | 7                        | サンダウン                 | グラハム・マクレー                        | レダ-シボレー                         | 詳細 (英)                |
| 1973        | 11月04日                 | 4                        | サンダウン                 | グラハム・マクレー                        | マクレー-シボレー                     | 詳細 (英)                |
| 1974        | 11月17日                 | 5                        | オラン・パーク             | マックス・スチュワート                    | ローラ-シボレー                       | 詳細 (英)                |
| 1975        | 08月31日                 | 1                        | サーファーズ・パラダイス   | マックス・スチュワート                    | ローラ-シボレー                       | 詳細 (英)                |
| 1976        | 09月12日                 | 1                        | サンダウン                 | ジョン・ゴス                              | マティック-レプコ/ホールデン          | 詳細 (英)                |
| 1977        | 02月06日                 | 1                        | オラン・パーク             | ワーウィック・ブラウン                    | ローラ-シボレー                       | 詳細 (英)                |
| 1978        | 09月10日                 | 2                        | サンダウン                 | グラハム・マクレー                        | マティック-レプコ/ホールデン          | 詳細 (英)                |
| 1979        | 03月11日                 | 1                        | ワネルー                   | ジョニー・「ジョン」・ウォーカー          | ローラ-シボレー                       | 詳細 (英)                |
| 1980        | 11月16日                 | 8                        | カルダー・パーク           | アラン・ジョーンズ                        | ウィリアムズ-フォード                 | 詳細 (英)                |
| 1981        | 11月08日                 | 非選手権                 | カルダー・パーク           | ロベルト・モレノ                          | ラルト-フォード                       | 詳細 (英)                |
| 1982        | 11月07日                 | 8                        | カルダー・パーク           | アラン・プロスト                          | ラルト-フォード                       | 詳細 (英)                |
| 1983        | 11月13日                 | 6                        | カルダー・パーク           | ロベルト・モレノ                          | ラルト-フォード                       | 詳細 (英)                |
| 1984        | 11月18日                 | 非選手権                 | カルダー・パーク           | ロベルト・モレノ                          | ラルト-フォード                       | 詳細 (英)                |

### F1世界選手権レース（1985年以降）
| 年   | 決勝日                                         | ラウンド                                       | サーキット                                     | 勝者                                           | コンストラクター                               | 結果 |
| ---- | ---------------------------------------------- | ---------------------------------------------- | ---------------------------------------------- | ---------------------------------------------- | ---------------------------------------------- | ---- |
| 1985 | 11月03日                                       | 16                                             | アデレード                                     | ケケ・ロズベルグ                               | ウィリアムズ-ホンダ                            | 詳細 |
| 1986 | 10月26日                                       | 16                                             | アデレード                                     | アラン・プロスト                               | マクラーレン-TAG                               | 詳細 |
| 1987 | 11月15日                                       | 16                                             | アデレード                                     | ゲルハルト・ベルガー                           | フェラーリ                                     | 詳細 |
| 1988 | 11月13日                                       | 16                                             | アデレード                                     | アラン・プロスト                               | マクラーレン-ホンダ                            | 詳細 |
| 1989 | 11月05日                                       | 16                                             | アデレード                                     | ティエリー・ブーツェン                         | ウィリアムズ-ルノー                            | 詳細 |
| 1990 | 11月04日                                       | 16                                             | アデレード                                     | ネルソン・ピケ                                 | ベネトン-フォード                              | 詳細 |
| 1991 | 11月03日                                       | 16                                             | アデレード                                     | アイルトン・セナ                               | マクラーレン-ホンダ                            | 詳細 |
| 1992 | 11月08日                                       | 16                                             | アデレード                                     | ゲルハルト・ベルガー                           | マクラーレン-ホンダ                            | 詳細 |
| 1993 | 11月07日                                       | 16                                             | アデレード                                     | アイルトン・セナ                               | マクラーレン-フォード                          | 詳細 |
| 1994 | 11月13日                                       | 16                                             | アデレード                                     | ナイジェル・マンセル                           | ウィリアムズ-ルノー                            | 詳細 |
| 1995 | 11月12日                                       | 17                                             | アデレード                                     | デイモン・ヒル                                 | ウィリアムズ-ルノー                            | 詳細 |
| 1996 | 03月10日                                       | 1                                              | メルボルン                                     | デイモン・ヒル                                 | ウィリアムズ-ルノー                            | 詳細 |
| 1997 | 03月09日                                       | 1                                              | メルボルン                                     | デビッド・クルサード                           | マクラーレン-メルセデス                        | 詳細 |
| 1998 | 03月08日                                       | 1                                              | メルボルン                                     | ミカ・ハッキネン                               | マクラーレン-メルセデス                        | 詳細 |
| 1999 | 03月07日                                       | 1                                              | メルボルン                                     | エディ・アーバイン                             | フェラーリ                                     | 詳細 |
| 2000 | 03月12日                                       | 1                                              | メルボルン                                     | ミハエル・シューマッハ                         | フェラーリ                                     | 詳細 |
| 2001 | 03月04日                                       | 1                                              | メルボルン                                     | ミハエル・シューマッハ                         | フェラーリ                                     | 詳細 |
| 2002 | 03月03日                                       | 1                                              | メルボルン                                     | ミハエル・シューマッハ                         | フェラーリ                                     | 詳細 |
| 2003 | 03月09日                                       | 1                                              | メルボルン                                     | デビッド・クルサード                           | マクラーレン-メルセデス                        | 詳細 |
| 2004 | 03月07日                                       | 1                                              | メルボルン                                     | ミハエル・シューマッハ                         | フェラーリ                                     | 詳細 |
| 2005 | 03月06日                                       | 1                                              | メルボルン                                     | ジャンカルロ・フィジケラ                       | ルノー                                         | 詳細 |
| 2006 | 04月02日                                       | 3                                              | メルボルン                                     | フェルナンド・アロンソ                         | ルノー                                         | 詳細 |
| 2007 | 03月18日                                       | 1                                              | メルボルン                                     | キミ・ライコネン                               | フェラーリ                                     | 詳細 |
| 2008 | 03月16日                                       | 1                                              | メルボルン                                     | ルイス・ハミルトン                             | マクラーレン-メルセデス                        | 詳細 |
| 2009 | 03月29日                                       | 1                                              | メルボルン                                     | ジェンソン・バトン                             | ブラウン-メルセデス                            | 詳細 |
| 2010 | 03月28日                                       | 2                                              | メルボルン                                     | ジェンソン・バトン                             | マクラーレン-メルセデス                        | 詳細 |
| 2011 | 03月27日                                       | 1                                              | メルボルン                                     | セバスチャン・ベッテル                         | レッドブル-ルノー                              | 詳細 |
| 2012 | 03月18日                                       | 1                                              | メルボルン                                     | ジェンソン・バトン                             | マクラーレン-メルセデス                        | 詳細 |
| 2013 | 03月17日                                       | 1                                              | メルボルン                                     | キミ・ライコネン                               | ロータス-ルノー                                | 詳細 |
| 2014 | 03月16日                                       | 1                                              | メルボルン                                     | ニコ・ロズベルグ                               | メルセデス                                     | 詳細 |
| 2015 | 03月15日                                       | 1                                              | メルボルン                                     | ルイス・ハミルトン                             | メルセデス                                     | 詳細 |
| 2016 | 03月20日                                       | 1                                              | メルボルン                                     | ニコ・ロズベルグ                               | メルセデス                                     | 詳細 |
| 2017 | 03月26日                                       | 1                                              | メルボルン                                     | セバスチャン・ベッテル                         | フェラーリ                                     | 詳細 |
| 2018 | 03月25日                                       | 1                                              | メルボルン                                     | セバスチャン・ベッテル                         | フェラーリ                                     | 詳細 |
| 2019 | 03月17日                                       | 1                                              | メルボルン                                     | バルテリ・ボッタス                             | メルセデス                                     | 詳細 |
| 2020 | 新型コロナウイルス感染症の世界的流行により中止 | 新型コロナウイルス感染症の世界的流行により中止 | 新型コロナウイルス感染症の世界的流行により中止 | 新型コロナウイルス感染症の世界的流行により中止 | 新型コロナウイルス感染症の世界的流行により中止 | 詳細 |
| 2021 | 新型コロナウイルス感染症の世界的流行により中止 | 新型コロナウイルス感染症の世界的流行により中止 | 新型コロナウイルス感染症の世界的流行により中止 | 新型コロナウイルス感染症の世界的流行により中止 | 新型コロナウイルス感染症の世界的流行により中止 |      |
| 2022 | 04月10日                                       | 3                                              | メルボルン                                     | シャルル・ルクレール                           | フェラーリ                                     | 詳細 |
| 2023 | 04月02日                                       | 3                                              | メルボルン                                     | マックス・フェルスタッペン                     | レッドブル-ホンダ・RBPT                        | 詳細 |
| 2024 | 03月24日                                       | 3                                              | メルボルン                                     | カルロス・サインツ                             | フェラーリ                                     | 詳細 |
| 2025 | 03月16日                                       | 1                                              | メルボルン                                     | ランド・ノリス                                 | マクラーレン-メルセデス                        | 詳細 |

### 開催されたサーキット

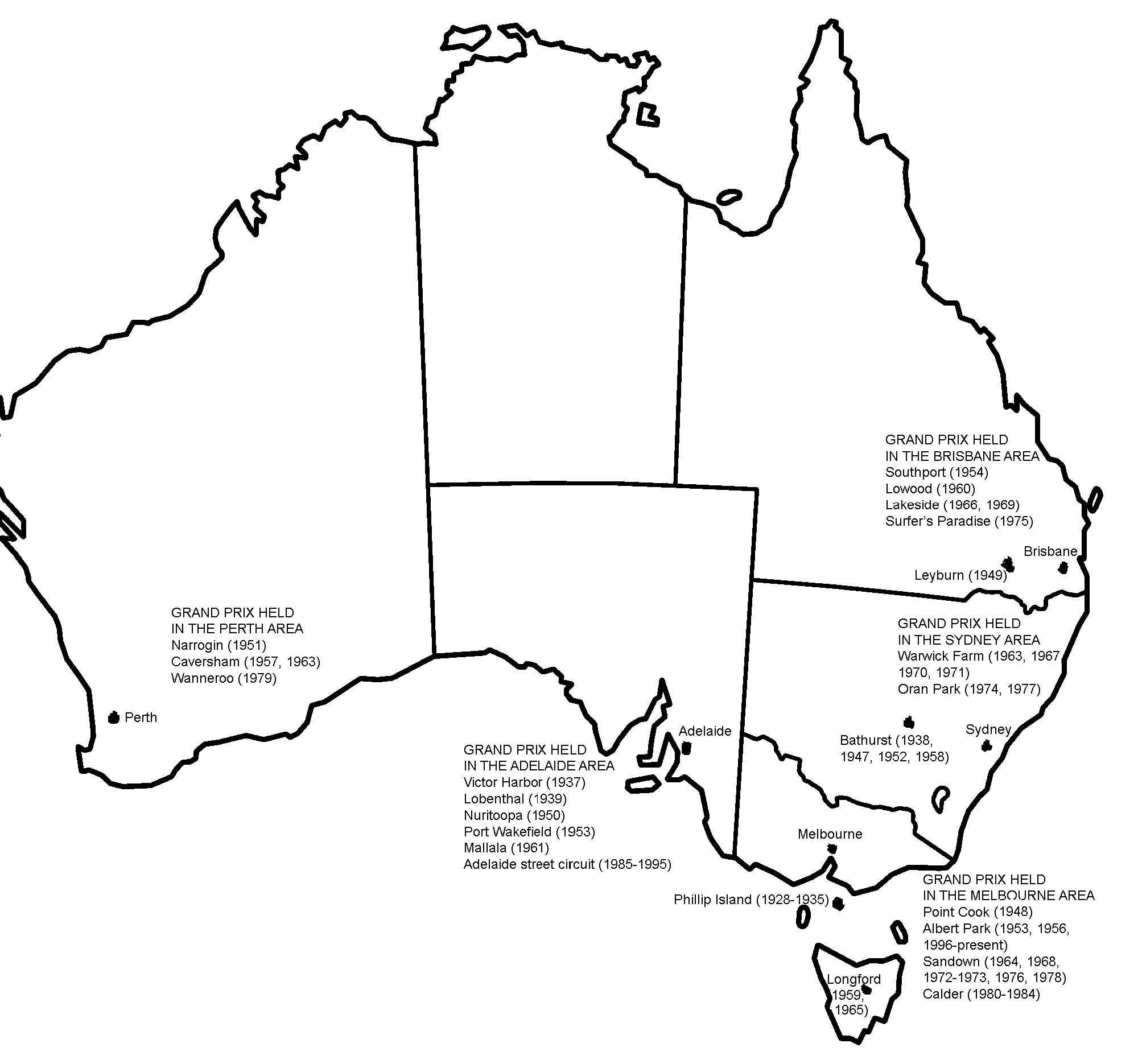
オーストラリアGPの開催地

以下のコースレイアウトについては、F1世界選手権レースとして開催された1985年以降に行われたサーキットを対象とする。

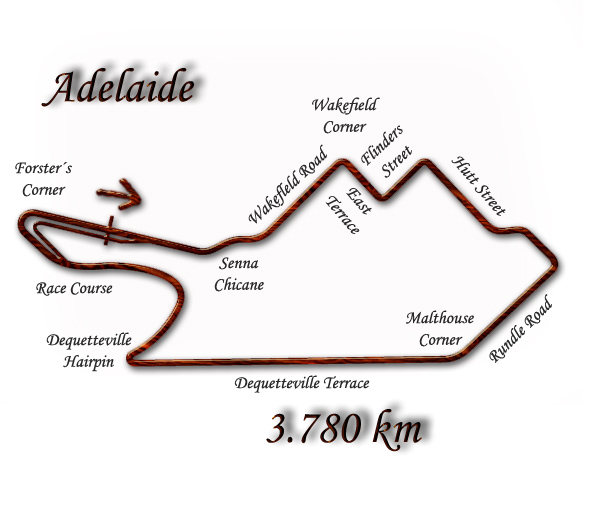
アデレード（1985-1995）
メルボルン (1996-2019)
メルボルン (2022-)

## 優勝回数
いずれも複数回優勝者のみ対象とする。

### ドライバー
| 回数 | ドライバー             | 優勝年                 |
| ---- | ---------------------- | ---------------------- |
| 4    | レックス・デイヴィソン | 1954, 1957, 1958, 1961 |
| 4    | ミハエル・シューマッハ | 2000, 2001, 2002, 2004 |
| 3    | ビル・トンプソン       | 1930, 1932, 1933       |
| 3    | ダグ・ホワイトフォード | 1950, 1952, 1953       |
| 3    | ジャック・ブラバム     | 1955, 1963, 1964       |
| 3    | グラハム・マクレー     | 1972, 1973, 1978       |
| 3    | ロベルト・モレノ       | 1981, 1983, 1984       |
| 3    | アラン・プロスト       | 1982, 1986, 1988       |
| 3    | ジェンソン・バトン     | 2009, 2010, 2012       |
| 3    | セバスチャン・ベッテル | 2011, 2017, 2018       |
| 2    | レス・マーフィー       | 1935, 1937             |
| 2    | ブルース・マクラーレン | 1962, 1965             |
| 2    | フランク・マティック   | 1970, 1971             |
| 2    | マックス・スチュワート | 1974, 1975             |
| 2    | ゲルハルト・ベルガー   | 1987, 1992             |
| 2    | アイルトン・セナ       | 1991, 1993             |
| 2    | デイモン・ヒル         | 1995, 1996             |
| 2    | デビッド・クルサード   | 1997, 2003             |
| 2    | キミ・ライコネン       | 2007, 2013             |
| 2    | ルイス・ハミルトン     | 2008, 2015             |
| 2    | ニコ・ロズベルグ       | 2014, 2016             |

- 太字は2025年のF1世界選手権に参戦中のドライバー。
- ピンク地はF1世界選手権以外で開催された年。
- クリーム地は国内選手権、タスマンシリーズ、ロスマンズ・インターナショナル・シリーズで開催された年。

### コンストラクター
| 回数 | コンストラクター | 優勝年                                                                             |
| ---- | ---------------- | ---------------------------------------------------------------------------------- |
| 14   | フェラーリ       | 1957, 1958, 1969, 1987, 1999, 2000, 2001, 2002, 2004, 2007, 2017, 2018, 2022, 2024 |
| 13   | マクラーレン     | 1970, 1986, 1988, 1991, 1992, 1993, 1997, 1998, 2003, 2008, 2010, 2012, 2025       |
| 6    | ウィリアムズ     | 1980, 1985, 1989, 1994, 1995, 1996                                                 |
| 5    | クーパー         | 1955, 1960, 1961, 1962, 1965                                                       |
| 4    | ブガッティ       | 1929, 1930, 1931, 1932                                                             |
| 4    | MG               | 1935, 1937, 1939, 1947                                                             |
| 4    | ローラ           | 1974, 1975, 1977, 1979                                                             |
| 4    | ラルト           | 1981, 1982, 1983, 1984                                                             |
| 4    | メルセデス       | 2014, 2015, 2016, 2019                                                             |
| 2    | タルボ・ラーゴ   | 1952, 1953                                                                         |
| 2    | マセラティ       | 1956, 1959                                                                         |
| 2    | ブラバム         | 1963, 1964                                                                         |
| 2    | BRM              | 1966, 1967                                                                         |
| 2    | マティック       | 1971, 1976                                                                         |
| 2    | マクレー         | 1973, 1978                                                                         |
| 2    | ルノー           | 2005, 2006                                                                         |
| 2    | レッドブル       | 2011, 2023                                                                         |

- 太字は2025年のF1世界選手権に参戦中のコンストラクター。
- ピンク地はF1世界選手権以外で開催された年。
- クリーム地は国内選手権、タスマンシリーズ、ロスマンズ・インターナショナル・シリーズで開催された年。

### エンジン
| 回数 | メーカー            | 優勝年                                                                             |
| ---- | ------------------- | ---------------------------------------------------------------------------------- |
| 14   | フェラーリ          | 1957, 1958, 1969, 1987, 1999, 2000, 2001, 2002, 2004, 2007, 2017, 2018, 2022, 2024 |
| 12   | メルセデス          | 1997, 1998, 2003, 2008, 2009, 2010, 2012, 2014, 2015, 2016, 2019, 2025             |
| 10   | フォード            | 1950, 1951, 1968, 1980, 1981, 1982, 1983, 1984, 1990, 1993                         |
| 8    | ルノー              | 1989, 1994, 1995, 1996, 2005, 2006, 2011, 2013                                     |
| 7    | シボレー            | 1972, 1973, 1974, 1975, 1977, 1978, 1979                                           |
| 5    | クライマックス      | 1961, 1962, 1963, 1964, 1965                                                       |
| 4    | ブガッティ          | 1929, 1930, 1931, 1932                                                             |
| 4    | MG                  | 1935, 1937, 1939, 1947                                                             |
| 4    | ホンダ              | 1985, 1988, 1991, 1992                                                             |
| 3    | マセラティ          | 1956, 1959, 1960                                                                   |
| 3    | レプコ / ホールデン | 1970, 1971, 1976                                                                   |
| 2    | タルボ・ラーゴ      | 1952, 1953                                                                         |
| 2    | BRM                 | 1966, 1967                                                                         |

- 太字は2025年のF1世界選手権に参戦中のメーカー。
- ピンク地はF1世界選手権以外で開催された年。
- クリーム地は国内選手権、タスマンシリーズ、ロスマンズ・インターナショナル・シリーズで開催された年。

1. ↑  1997-2003年はイルモアが製造。
2. ↑  1968-1993年はコスワースが製造。
3. ↑  ホンダ・レーシング(HRC)が製造しているRBPT及びホンダ・RBPTと記録は別扱い。

## 冠スポンサー
- 三菱自動車 (1985年)
- フォスターズ・ビール (1986-1993年、2002-2006年)
- アデレード (1994年)
- EDS (1995年)
- トランスアーバン (1996年)
- カンタス航空 (1997-2001年、2010年-2012年)
- ING (2007-2009年)
- ロレックス (2013-2019年、2023年-2024年[10][11])
- ハイネケン (2022年)[12]
- ルイ・ヴィトン (2025年)[13]